# Побачення із Джуді (фільм)
«Побачення із Джуді» (англ. «A Date With Judy») — американський мюзикл 1948 року, знятий Річардом Торпом. У головних ролях — Воллес Бірі, Джейн Пауелл та Елізабет Тейлор.

## Сюжет
Джуді Фостер — солістка шкільного оркестру. Разом із друзями вона старанно готується до вечора танців. На жаль, її поведінка на сцені не до вподоби керівничці шкільного бала — Керол Прінґл. Вона вважає її надто безтурботною.
Коли ж наступає день свята, виявляється, що постійний кавалер Джуді не зможе піти з нею на бал. Дівчину це дуже засмучує, і вона просить знайомого хазяїна кафе відпустити його небожа разом з нею. Нового кавалера знайдено, та ось, здається батько Джуді приділяє надто багато уваги танцівниці Росіті. З цим також треба щось робити…

## У ролях
- Воллес Бірі — Мелвін Р. Фостер
- Джейн Пауелл — Джуді Фостер
- Елізабет Тейлор — Керол Прінґл
- Кармен Міранда — Росіта Кочіллас
- Ксавьер Кугат — грає сам себе
- Роберт Стек — Стефен Ендрюс
- Скотті Бекетт — Оґґі Прінґл
- Селена Ройл — місіс Фостер
- Леон Амес — Люсьєн Т. Прінґл
- Джордж Клівленд — Ґремпс